# بوگ ژارگال
بوگ ژارگال (به فرانسوی: Bug-Jargal) (به معنی: پادشاه برده) نام رمانی عاشقانه است اثر نویسنده فرانسوی، ویکتور هوگو که برای اولین بار در سال ۱۸۲۶ در فرانسه منتشرشد. این اثر دومین رمان ویکتور هوگو، یک نسخه بازسازی شده از یک داستان کوتاه به همین نام است که در مجله Le Conservateur littéraire سال ۱۸۲۰ منتشر شده و روایت دوستی بین یک برده آفریقایی و یک افسر نظامی فرانسوی به نام لئوپولد دوآورنی در سال‌های پرآشوب انقلاب هائیتی است.

## ترجمه به فارسی
- عنوان: بوگ ژارگال؛ ترجمه شهلا انسانی. (تهران: انتشارات اک‍ب‍ات‍ان، ۱۳۶۷[۳]و انتشارات سمیر، ۱۳۹۸[۴])